# جيف تود
جيف تود (بالإنجليزية: Geoff Todd)‏ هو رسام أسترالي، ولد في 1950 في Chelsea, Victoria ‏ في أستراليا.